# Estação Vila Cordeiro
A Estação Vila Cordeiro será uma estação de monotrilho da Linha 17–Ouro do Metrô de São Paulo, que atualmente encontra-se em construção, e deverá ligar a estação Morumbi da Linha 9–Esmeralda até o Aeroporto na Estação Aeroporto de Congonhas, no distrito do Campo Belo.
A Estação Vila Cordeiro ficará localizada em uma confluência entre a Avenida Jornalista Roberto Marinho com a Rua Godói Colaço, no bairro da Vila Cordeiro, no distrito do Itaim Bibi, na Zona Oeste de São Paulo.

## História
Inicialmente no planos de expansão do metrô de São Paulo, a Linha 17–Ouro deveria ficar pronta até 2014, interligando-se a Estação São Paulo–Morumbi da Linha 4–Amarela, na época em que o Estádio Cícero Pompeu de Toledo era cogitado como umas das sedes para os jogos da Copa do Mundo de 2014.
Posteriormente, a promessa de entrega da linha foi postergada para 2016, final de 2017, 2018, 2019, final de 2020, meados de 2021, 2º semestre de 2022, 2º semestre de 2024 e, agora, 2026.

## Toponímia
A estação recebeu o nome de Vila Cordeiro por atender a este bairro, cujo nome remonta ao Córrego do Cordeiro.

## Tabela
| Sigla | Estação       | Inauguração | Capacidade     | Integração               | Plataformas | Posição | Notas         |
| ----- | ------------- | ----------- | -------------- | ------------------------ | ----------- | ------- | ------------- |
| VCD   | Vila Cordeiro | 2026        | Não confirmada | Bilhete Único da SPTrans | Central     | Elevada | Em construção |